# Stigmaphyllon velutinum
Stigmaphyllon velutinum är en tvåhjärtbladig växtart som beskrevs av Jules Émile Planchon, Amp; Linden, José Jéronimo Triana och Planch.. Stigmaphyllon velutinum ingår i släktet Stigmaphyllon och familjen Malpighiaceae. Inga underarter finns listade i Catalogue of Life.